# 有機光伝導体
有機光伝導体とは光を照射することによって導電性が高まる有機化合物である。
フタロシアニンの錯体等に光導電性を示すものがある。分子構造を変える事により感光する波長域を変えることが出来る。

## 用途
- 複写機やレーザープリンターの感光体
- 有機太陽電池

## 関連
- 導電性高分子
- フォトダイオード
- フォトレジスタ